# Пакистановедение
Пакиста́нове́дение (урду مطالعہ پاکستان‎‎ - Мутала-и-пакистан, англ. Pakistan studies) — комплексная гуманитарная наука в составе востоковедения, изучающая историю, культуру, языки, литературу, идеологические воззрения этнических групп, проживающих в Пакистане. Пакистановедение находится на стыке индологии, иранистики, афганистики и исламоведения. В силу политических причин исследование Пакистана в некоторых вопросах разделяет исследователей на школы. 
На Западе организованы отдельные научные центры занимающиеся Пакистаном. Среди них можно выделить Американский институт пакистанских исследований при Висконсинском университете и Британская ассоциация пакистанских исследований. В отечественном востоковедении на Пакистане специализируются отдельные учёные-индологи. В Пакистане специальным центром является Институт изучения Пакистана при Исламабадском университете.

## Отечественные пакистановеды
- Ганковский, Юрий Владимирович (1921—2001)
- Полонская, Людмила Рафаиловна (1922—1996)
- Шебаршин, Леонид Владимирович (1935—2012)
- Белокреницкий, Вячеслав Яковлевич (МГИМО).